# Hurleur aux mains rousses
Alouatta belzebul
Espèce
Statut de conservation UICN

 VU A2cd : Vulnérable
Statut CITES
Le Hurleur aux mains rousses ou ouarabi (Alouatta belzebul) est une espèce de singe hurleur endémique du Brésil où l'on le rencontre principalement dans la région de l'Aragay. Son pelage est entièrement noir, excepté aux niveaux de ses mains, rousses, d'où son nom.

## Découverte et taxinomie
Cette espèce a été décrite pour la première fois en 1766 par Carl von Linné sous le nom Simia belzebul. Buffon l'appelle Ouarine.

## Répartition géographique et habitat

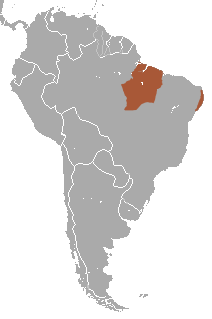
Carte de répartition.

Alouatta belzebul est endémique du Brésil.